# فهرست زبان‌ها و لهجه‌های ایرانی
فهرست زبان‌ها و لهجه‌های ایرانی به زبان‌ها و لهجه‌های ایرانی‌ای اشاره دارد که دارای مآخذ هستند.
1. آمادیه‌ای: یکی از لهجه‌های کردستان غربی است که در شمال عراق فعلی رایج است.
2. ارشری: یکی از لهجه‌های ایرانی پامیر است.
3. ارموری:ارموری یا برکی لهجهٔ مردم بعضی از نقاط افغانستان شرقی و سرحد هند و به‌خصوص در نواحی وزیرستان است.
4. اِست: زبان ایرانی بسیار کهن است که در قسمت کوهستانی قفقاز مرکزی در میان طایفه اِست رایج است.
5. استرابادی:از لهجه‌های نواحی گرگان است که فقط پاره‌ای از جهانگردان از آن ذکر کرده‌اند.
6. اشکشمی: یکی از لهجه‌های ایرانی نواحی کوهستانی پامیر است و در شرق‌ترین نواحی شمال افغانستان هم کم و بیش رواج دارد.
7. اَشکونی: یکی از لهجه‌ها است.
8. اصفهانی: لهجهٔ ساکنان اصفهان است.
9. الموتی: در میان اهالی الموت قزوین رایج است.
10. انارکی: لهجهٔ اهالی انارک است.
11. اورامانی: یکی از لهجه‌های کردی است.
12. ایدگاهی: لهجهٔ اهالی بومی قسمتی از دامنهٔ جنوبی نواحی کوهستانی پامیر.
13. اِیرُن: زبان ایرن از قدیم‌ترین زبان‌های ایرانی است که اکنون از جملهٔ لهجه‌های اُست شناخته می‌شود و قسمت عمدهٔ اهالی نواحی اُست در قفقاز به این لهجه گفتگو می‌کنند.
14. باجلانی: یکی از لهجه‌های کردی است.
15. بانه‌ای: یکی از لهجه‌های کردی است.
16. بختیاری: در منطقهٔ کوهستانی جنوب غربی ایران رواج دارد.
17. بدخشانی: لهجهٔ اهالی بدخشان است.
18. برتنگ: در قسمتی از نواحی پامیر رواج دارد.
19. برکی: برکی زبان گروهی از طایفهٔ ارموری است. لهجهٔ ارموری هم گاهی تحت عنوان برکی یاد می‌شود.
20. بشگالی: از لهجه‌های کافرستان افغانستان است.
21. بلوچی: یکی از زبان‌های ایرانی امروزی است که افراد طوایف بلوچ ساکن ایران و افغانستان و پاکستان و ترکستان روس به این زبان گفتگو می‌کنند.
22. بیرجندی: لهجهٔ اهالی بومی شهر و ده‌های اطراف بیرجند خراسان است.
23. پامیری: زبان‌های پامیری مشتمل است بر گروهی از لهجه‌های گوناگون که در میان ساکنان دره‌ها و نواحی کوهستانی پامیر یعنی محل تقاطع سرحدات فعلی چین و شوروی و هند و افغانستان تاکنون رایج است.
24. پاوه‌ای: یکی از لهجه‌های کردی است.
25. پراچی:ساکنان پاره‌ای نقاط شرقی افغانستان و شمال غربی هند به آن تکلم می‌کنند.
26. پرسونی: یکی از لهجه‌های کافری به شمار می‌آید. اما نسبت به لهجه‌های کافری به زبان‌های ایرانی اصل نزدیکتر است.
27. پشتو: زبان در حدود نیمی از اهالی افغانستان و قسمتی از ساکنان نواحی شمال غربی هند و پاکستان است.
28. پشه‌ای: لهجهٔ طایفهٔ پشه‌ای است که در افغانستان شرقی و نواحی سرحدی هند سکونت دارند.
29. پلوله: لهجه‌ای است از گروه زبان‌های دردی که ساکنان چند دره در نواحی سرحدی افغانستان و پاکستان فعلی به آن گفتگو می‌کنند.
30. پنج گور:از لهجه‌های بلوچستان شرقی است.
31. تاتی: در قسمت شمال غربی ایران و قسمتی از ماوراءالنهر قفقاز رایج است.
32. تاتی ارمنی: یکی از لهجه‌های فرعی زبان تاتی است که در میان ارمنی‌های قفقاز رایج است.
33. تاجیکی: یکی از زبان‌های ایرانی است که به زبان فارسی شباهت دارد.
34. تجریشی: قبلاً اهالی بومی تجریش تهران به آن تکلم می‌کردند.
35. تراهی: از لهجه‌های گروه دردی است و ساکنان چند ده از نواحی جلال‌آباد افغانستان به آن گفتگو می‌کنند.
36. ترولی:در قسمتی از شمال غربی هند رایج است.
37. ترینی:لهجه‌ای است که در میان افراد طایفهٔ‌ترین که به دو تیرهٔ سفید و سیاه تقسیم می‌شوند رایج است و از لهجه‌های فرعی پشتو به شمار می‌رود.
38. تلهدشکی: یکی از لهجه‌های فرعی گورانی است.
39. جوشقانی: لهجه‌ای است که ساکنان جوشقان به آن گفتگو می‌کنند.
40. چترالی:اصطلاح دیگری است برای لهجهٔ خاوری
41. چهارلنگ: لهجه‌ای است فرعی از گروه بختیاری
42. خاوری: یا چترالی لهجه‌ای است که قسمتی از مردم ساکن در درهٔ چترال در غرب شمال هند و مشرف به پامیر به آن گفتگو می‌کنند.
43. خترانی: یکی از لهجه‌های گروه دردی است.
44. خراسانی: لهجه‌ای است که در خراسان رایج است.
45. خلخالی: لهجه‌ای است که در آذربایجان و قسمت کوهستانی گیلان و قسمتی از طوالش ایران گفتگو می‌شود.
46. خوری: لهجهٔ ساکنان دهستان قدیمی خور است. خور در قسمت کویر در نزدیکی بیابانک و جندق قرار دارد.
47. خونساری: لهجه‌ای است که در خونسار و دیه‌های اطراف آن متداول است.
48. دَاِملی: یکی از لهجه‌های کافری (دردی) است و ساکنان چند دهستان نزدیک چترال به این لهجه سخن می‌گویند.
49. درویشی: لهجه‌ای است از زبان فارسی که در بین بعضی از طبقات درویشان متداول است.
50. دزفولی: لهجهٔ اهالی دزفول در خوزستان است.
51. دیگر: معمولاً دیگر را از لهجه‌های فرعی زبان اِست می‌دانند و اهالی قسمتی از نواحی اِست به این لهجه سخن می‌گویند.
52. رجابی: یکی از لهجه‌های کردی است.
53. روشنی:لهجه‌ای است از لهجه‌های ایرانی پامیر که در حدود هفت هشت هزار نفر از افراد طایفه‌ای به همین نام به آن سخن می‌گویند. رواج آن در دامنهٔ سلسلهٔ فرعی پامیر است.
54. زازا: یکی از لهجه‌های کردی است که ساکنان قسمتی از کردستان غربی و شهر موش در ترکیه به آن سخن می‌گویند.
55. زبکی: معمولاً یکی از لهجه‌های ایرانی پامیر دانسته می‌شود و اهالی شهر کوچک زبک بدخشان به این لهجه سخن می‌گویند.
56. زَفره‌ای: این لهجه در میان اهالی دهستان زفره که از دهستان‌های مرکزی ایران به شمار می‌آید، متداول است.
57. زنگنه‌ای: یکی از لهجه‌های کردی است.
58. سبزواری: لهجهٔ اهالی سبزوار است. بسیاری از واژه‌های لهجه سبزواری در سایر لهجه‌های خراسانی هم دیده/شنیده می‌شود.
59. سدهی: لهجهٔ اهالی سدهٔ اصفهان است.
60. سرخه‌ای: از لهجه‌های ایرانی وابسته به سمنانی است.
61. سرقلی: لهجه‌ای است که چند طایفه ساکن سرحد پامیر و ترکستان چین به آن سخن می‌گویند.
62. سلیمانیه‌ای: یکی از لهجه‌های کردستان غربی است و در خاک عراق کنونی رواج دارد.
63. سمنانی: لهجهٔ اهالی سمنان است. به عقیدهٔ کریستن سن این لهجه از لهجه‌های ایرانی شمال غربی است.
64. سنگسری:
65. سنگلچی: از لهجه‌های پامیر است که با لهجه‌های زبکی و اشکشمی نزدیکی دارد.
66. سنندجی: از لهجه‌های کردی است.
67. سو:سوای لهجهٔ اهالی سود میان اصفهان و کاشان است که غالباً با لهجهٔ قهرودی تواماً مورد مطالعه قرار گرفته است.
68. سیوندی: لهجهٔ اهالی سیوند در شمال شیراز است.
69. سیدی: از لهجه‌های کردی است.
70. شرانی: لهجه‌ای است که در کوه‌های شمال غربی رود هند علیا مستعمل است و از لهجه‌های فرعی زبان پشتو به شمار می‌آید.
71. شغنانی: شغنانی یا شغنی، زبان یکی از طوایف پامیر است.
72. شمیرزادی: از لهجه‌های وابسته به سمنانی است.
73. شوشتری: لهجهٔ رایج در شوشتر است.
74. شیرازی: لهجهٔ اهالی شیراز است.
75. شینا: لهجه‌ای است از لهجه‌های دردی
76. طالشی: لهجه‌ای است که در قسمتی از شمال غربی ایران در طوالش و در نواحی لنکران قفقاز رواج دارد.
77. عبدوی: لهجهٔ عبدو یا ابدو از لهجه‌های کوچک است که در ایران مرکزی گفتگو می‌شود.
78. فارسی: که در اصطلاح فارسی ادبی گفته می‌شود زبان رسمی ایران است و در افغانستان نیز مورد تکلم است. در قسمت‌هایی از بلوچستان، تاجیکستان و هندوستان نیز زبان ادبی به شمار می‌رود.
79. فارسی عامیانه: لهجه‌ای است که در میان مردم عوام و به‌خصوص اهل بازار و کوچه شهر تهران گفتگو
80. فریزندی: لهجه‌ای است که در میان ساکنان ده فریزند در پنج فرسخی نطنز رایج است.
81. قهرودی: در میان ساکنان قهرود از توابع کاشان متداول است.
82. کابلی: کابلی یا فارسی کابلی لهجه‌ای است که در میان ساکنان کابل پایتخت افغانستان متداول است.
83. کاشانی: لهجهٔ اهالی کاشان است.
84. کاکری: یکی از لهجه‌های فرعی زبان پشتوست.
85. کافری: گروه لهجه‌هایی است که در میان طوایف کافرستان افغان رایج است.
86. کاوربتی: یا کاورباتی لهجه‌ای است که از زبان‌های میانهٔ هندی و ایرانی به شمار می‌رود.
87. کَتی: از لهجه‌های کافری است.
88. کردی: در قسمتی از غرب ایران و در قسمتی از ترکیه و سوریه و عراق و قفقاز رایج است. کردی خود شامل چندین لهجهٔ محلی است.
89. کرمانشاهی: یکی از لهجه‌های کردی است که در کرمانشاه و نواحی آن رایج است.
90. کسمائی: لهجه‌ای است از گروه لهجه‌های گیلان.
91. کشه‌ای: از لهجه‌های مرکزی ایران است که اهالی دهستان کشه از توابع کاشان به آن تکلم می‌کنند.
92. کفرانی: کفرانی یا کفرونی یکی از لهجه‌های توابع اصفهان است.
93. گبری (زردشتی): لهجهٔ زردشتیان ساکن ایران است.
94. گروسی: یکی از لهجه‌های کردی است، این زبان بیشتر در مناطق بیجار گروس تکلم می‌شود.
95. گزی: لهجه‌ای است که در میان ساکنان قریهٔ گز از توابع اصفهان متداول است.
96. گندوله‌ای: از لهجه‌های کردی است.
97. گورانی: یکی از اساسی‌ترین لهجه‌های کردی است.
98. گیلکی: لهجهٔ ساکنان بومی گیلان است.
99. لاری: لهجه‌ای است که در میان اهالی لارستان فارس معمول است.
100. لاسگردی: لهجه‌ای است از گروه لهجه‌های سمنانی.
101. لاهیجانی: لهجهٔ اهالی لاهیجان است.
102. لری: لهجهٔ اهالی لرستان است.
103. لکی: یکی از لهجه‌های کردی است.
104. مازندرانی: لهجهٔ اهالی مازندران است و شامل چندین لهجهٔ محلی است.
105. محلاتی: لهجهٔ اهالی محلات است.
106. مَدشدگلتی: مدگلدشتی یا مدگلشتی لهجه‌ای است که ساکنان چترال بدان گفتگو می‌کنند.
107. مریوانی: یکی از لهجه‌های کردی است.
108. مکری: یکی از لهجه‌های کردی است.
109. مونجانی: یا مونجی لهجه‌ای است که ساکنان قسمتی از نواحی کوهستانی دامنهٔ پامیر به آن گفتگو می‌کنند.
110. مِهرجانی: یکی از لهجه‌ای بیابان مرکزی و کویر لوت است.
111. میمه‌ای: لهجه‌ای است که اهالی ده میمه در راه اصفهان و از توابع کاشان به آن گفتگو می‌کنند.
112. نائینی: لهجهٔ اهالی نائین است.
113. نطنزی: لهجهٔ اهالی نطنز از توابع کاشان است.
114. نوشِکی: یکی از لهجه‌های رایج در بلوچستان است.
115. وایگلی: یکی از لهجه‌های کافری است.
116. وَخانی: یا واخی یا وخی لهجهٔ طایفه ایست که در قسمتی از جنوب و جنوب شرقی نواحی کوهستانی پامیر ساکنند.
117. ولاتروئی: یا ولاترودی لهجه‌ای است که در میان ساکنان درهٔ کوهستانی ولاترود و وارنگه رود مورد استفاده است.
118. وِنتسی: لهجه‌ای است که در قسمت شرقی بلوچستان و قسمت سرحدی پنجاب رایج است.
119. وِنی: لهجهٔ رایج در ون از توابع کاشان است.
120. هرزندی: لهجه‌ای است که در قسمتی از آذربایجان شرقی معمول است.
121. هفت لنگی: از لهجه‌های گروه بختیاری است.
122. یارندی: لهجه‌ای است که در قریهٔ یارنداز توابع کاشان گفتگو می‌شود.
123. یزدی: لهجهٔ اهالی یزد است.
124. یزغلامی: یکی از لهجه‌های مورد تکلم در پامیر است.
125. یغنابی: در نواحی کوهستانی یغناب (مشرق سمرقند) متداول است.
126. یهودی اصفهان: لهجهٔ اهالی یهودی اصفهان است.
127. یهودی تاتی: لهجهٔ اهالی یهودی قفقاز است.
128. یهودی سمرقند: لهجهٔ اهالی یهودی سمرقند و بخارا است.
129. یهودی کاشان: لهجهٔ اهالی یهودی کاشان است.
130. یهودی همدان: لهجه‌ای است که از زبان‌های ایرانی قدیم باقی‌مانده‌است و یهودیان همدان بدان گفتگو می‌کنند.

این فهرست ۱۳۰ گانه در جلد اول از کتاب‌های بیست‌گانهٔ فرهنگ ایران زمین ذکر شده‌است.